# Pirata affinis
Pirata affinis là một loài nhện trong họ Lycosidae.
Loài này thuộc chi Pirata. Pirata affinis được Carl Friedrich Roewer miêu tả năm 1960.